# グーピー No.1
グーピー No.1
Goupy No.1
- 用途：実験機
- 設計者：アンブロワジー・グーピー
- 製造者：ヴォワザン
- 初飛行：1908年9月5日
- 生産数：1

グーピー No.1(Goupy No.1)は1908年に製作されたフランスの航空機である。1908年9月5日に三葉機として初めて飛行した。 アンブロワジー・グーピー(Ambroise Goupy)が設計し、ヴォワザンが製作した。標準的な牽引式のデザインで変わっているのは尾翼も三葉であったことで、1909年にアリオット・ヴァードン・ローの設計した三葉機にも用いられた。翼間支柱は羽布で覆われ箱凧のようになっていた。最初の設計では中間翼が胴体の中央に取り付けられ、上翼と下翼と胴体の間にはスペースがあった。エンジンはアントワネット・エンジンが搭載された。後に改良型は中央翼が胴体上面、下翼が胴体底面に取り付けられるようにされ、エンジンはアンザニ・エンジンに変えられた。

## 性能要目
諸元
- 乗員: 1
- 全長: 9.80 m
- 全高: 7.50 m
- 翼幅: 9.04 m
- 翼面積: 44.0 m2
- 運用時重量: 476 kg
- 動力: Anzani 、37 kW （50 hp）   × 1

性能
- 最大速度: 54 km/h

## References
- Taylor, Michael J. H. (1989). Jane's Encyclopedia of Aviation. London: Studio Editions. pp. 429
- “The Goupy Triplane”. Flight:  65. (3 January 1909) 2008年4月9日閲覧。.